# Internationale Luchthaven Naypyidaw
Internationale Luchthaven Naypyidaw (Birmaans: နေပြည်တော် အပြည်ပြည်ဆိုင်ရာ လေဆိပ် (IATA: NYT, ICAO: VYNT), voorheen bekend als Ela Airport), gesitueerd circa 16 km ten zuidoosten van Naypyidaw, is een van de drie internationale luchthavens van Myanmar. Voordat de bouw van de geplande stad Naypyidaw startte, was dit de officiële luchthaven van Pyinmana. Het vliegveld opende op 19 december 2011. Het vliegveld heeft een capaciteit van 3,5 miljoen passagiers per jaar. 

## Luchtvaartmaatschappijen en bestemmingen
| Luchtvaartmaatschappij  | Bestemmingen             | Route          |
| ----------------------- | ------------------------ | -------------- |
| AirAsia                 | Kuala Lumpur             | Binnenlands    |
| Air Bagan               | Mandalay · Yangon        | Internationaal |
| Asian Wings Airways     | Mandalay · Yangon        | Binnenlands    |
| Bangkok Airways         | Bangkok-Suvarnabhumi     | Internationaal |
| China Eastern Airlines  | Kunming                  | Internationaal |
| FMI Air                 | Yangon                   | Binnenlands    |
| Golden Myanmar Airlines | Yangon                   | Binnenlands    |
| Myanma National Airways | Heho · Mandalay · Yangon | Binnenlands    |